# Thomas Pynchon
Thomas Ruggles Pynchon (Glen Cove, New York 8. svibnja 1937.), američki pisac, jedan od istaknutijih predstavnika postmodernizma u književnosti. 

## Životopis
Studirao je fiziku i književnost na Sveučilištu Cornell, služio u američkoj mornarici i neko vrijeme radio na tekstualnim opisima oružanih sistema za tvrtku Boeing. Od 1962. djeluje kao profesionalni književnik. Živi u New Yorku povučeno od javnosti. Ne daje intervjue ni podatke o sebi. Vrlo je malo dostupnih njegovih fotografija, pa široj javnosti nije poznato kako izgleda. Neko se vrijeme pogrešno nagađalo da pod imenom Thomas Pynchon piše više autora, ili da romane koji izlaze pod tim imenom piše Jerome David Salinger.

## Književnost
U opsežnim romanima kombinira stvarne i izmišljene povijesne događaje, koristi tehnike konfabulacije, analitičke postupke, groteskno-ironijsku perspektivu, znanstvene koncepte i elemente detektivske priče. Pynchonov književni svijet karakteriziraju crni humor, atmosfera misterija i otuđenosti, paranoja, plošni i ponekad groteskni likovi te enciklopedijska širina referenci i motiva kojima se služi. Spominje se kao jedan od američkih kandidata za Nobelovu nagradu za književnost.
U prvom romanu “V.” (1963.), fabulu na okupu drži potraga za misterioznim entitetom V., koji se u različitim sekvencama romana pojavljuje na različite načine. Jedna od epizoda se bavi Gabrieleom D'Annunzijom, talijanskim pjesnikom i iredentistom koji je sa stotinjak legionara 1919. zauzeo Rijeku i priključio je Kraljevini Italiji. Pynchon koristi riječku epizodu kako bi podcrtao atmosferu moralne i političke dekadencije u jednoj od fabularnih linija romana V. Zaklada Williama Faulknera ga je 1963. nagradila kao najbolji debitantski roman, a New York Times hvali mladog autora koji mnogo obećava i ističe njegov energičan i maštovit stil, robusni humor i ogromnu količinu informacija kojima barata.
“Dražba predmeta 49” (The Crying of Lot 49, 1966.) je jedini Pynchonov kraći roman. Radnja je smještena u Kaliforniju 1960-ih. Nakon smrti mogula Piercea Inverarityja s kojim je nekoć bila u vezi, kućanica Edipa Maas saznaje da ju je imenovao izvršiteljicom svoje oporuke. Nastojeći obaviti taj posao, otkriva veliku poštansku zavjeru s korijenima u srednjem vijeku. Knjiga je na hrvatskom dostupna u prijevodu Jasenke Šafran (1998.)
“Duga gravitacije” (Gravity's Rainbow, 1973.) je po mnogima remek-djelo američkog postmodernizma. Roman s 400 likova i nekoliko linija pripovijedanja na ironičan način prikazuje nastanak civilizacije atomskog doba 1944. – 1945.; povijest obrađuje kao oblik neuroze pa paranoja nije samo tema i dominantno ozračje već postaje formalni postupak. Uspoređuju ga s Uliksom Jamesa Joycea. Zbog složenosti i nepristupačnosti, drži se jednim od težih literarnih uradaka druge polovice 20. stoljeća. Roman je 1974. dobio Nacionalnu knjišku nagradu (National Book Award), na čiju dodjelu autor nije došao. Znajući da se Pynchon neće pojaviti pred publikom, njegov izdavač je dogovorio da nagradu preuzme komičar Irwin Corey koji je na pozornici održao humoristično-apsurdni govor, sačinjen od namjernih jezičnih greški. Dugu gravitacije je književni žiri jednoglasno izabrao i za Pulitzerovu nagradu za književnost 1974., no ostatak žirija je uložio veto, ocijenivši knjigu opscenom i nečitljivom, pa nagrada te godine nije dodijeljena.
“Vineland” (1990.) tematizira veze između politike i kulture u Americi od 1960-ih do sredine 1980-ih. Roman “Mason i Dixon” (1997.) se bavi prosvjetiteljskim bazama američke kulture kroz stvarne povijesne ličnosti astronoma Charlesa Masona (1728. – 1786.) i geodeta i astronoma Jeremiaha Dixona (1733. – 1779.), prateći njihova istraživanja i mjerenja na Rtu dobre nade, otoku Sveta Helena, Velikoj Britaniji te na Masonovoj i Dixonovoj liniji.
Radnja 1000 stranica dugačkog romana "Protiv dana" (Against the Day, 2006) se odvija između 1893. i kraja Prvog svjetskog rata.
Ostala djela: "Urođeni porok" (Inherent Vice, 2009.), zbirka pripovijetki "Dugo naukovanje" (Slow Learner, 1985).

## Vanjske poveznice
- (engl.) Thomaspynchon.com
- (hrv.) Dossier: Thomas Pynchon, Booksa.hr